# Hensaussurea humphreysi
Hensaussurea humphreysi är en kackerlacksart som beskrevs av Roth, L. M. 1995. Hensaussurea humphreysi ingår i släktet Hensaussurea och familjen småkackerlackor. Inga underarter finns listade i Catalogue of Life.